# Noël Delberghe
Noël Delberghe   (Tourcoing, 25 de desembre de 1897 - París, 17 de setembre de 1965) va ser un waterpolista francès que va competir durant la dècada de 1920.
El 1924 va prendre part en els Jocs Olímpics d'Anvers, on va disputar la competició de waterpolo, en què guanyà la medalla d'or.